# Echt-Susteren
Echt-Susteren é um município dos Países Baixos, situado na província de Limburgo. Tem 104,62 km² de área e sua população em 2020 foi estimada em 31.654 habitantes.